# Dives-sur-Mer
Dives-sur-Mer är en kommun i departementet Calvados i regionen Normandie i norra Frankrike. Kommunen ligger i kantonen Dozulé som ligger i arrondissementet Lisieux. År 2022 hade Dives-sur-Mer 5 129 invånare.

## Befolkningsutveckling
Antalet invånare i kommunen Dives-sur-Mer
Referens: INSEE